# Каменка (Межевской район)
Каменка — упразднённая деревня в Межевском муниципальном округе Костромской области России. На момент упразднения входила в состав Петровского сельсовета.

## География
Урочище находится в северо-восточной части Костромской области, в подзоне южной тайги, к югу от автодороги 34Р-5, на расстоянии приблизительно 13 километров (по прямой) к востоку-юго-востоку от села Георгиевского, административного центра района. Абсолютная высота — 172 метра над уровнем моря.

### Климат
Климат характеризуется как умеренно континентальный, с продолжительной холодной многоснежной зимой и коротким сравнительно тёплым летом. Средняя температура воздуха самого холодного месяца (января) — −12 °C; самого тёплого месяца (июля) — 18 °C. Безморозный период длится около 100—130 дней. Продолжительность вегетационного периода составляет примерно 110—140 дней. Годовое количество атмосферных осадков — 560 мм, из которых большая часть выпадает в тёплый период.

## История
Исключена из учётных данных в 1997 году как фактически несуществующая.